# Кандыковка
Канды́ковка (каз. Кандыковка) — село в Шемонаихинском районе Восточно-Казахстанской области Казахстана, входит в состав Волчанского сельского округа. Код КАТО — 636837500.

## География
Село расположено в центральной части Шемонаихинского района по обоим берегам одноимённой реки, в 6 километрах к востоку от административного центра сельского округа села Волчанка, в 23 километрах к юго-востоку от районного центра города Шемонаиха. Ближайшая железнодорожная станция Шемонаиха — расположена в 25 километрах к северо-западу (по дороге — 32 км). Соседние населённые пункты: Крюковка в 5 километрах к западу, Большая Речка в 7 километрах к востоку. Транспортное сообщение осуществляется по автомобильной дороге KF-39 «Шемонаиха — Большая Речка» (36 км). Высота центра населённого пункта — 362 метров над уровнем моря.

## Население
| Численность населения | Численность населения | Численность населения |
| 1989                  | 1999                  | 2009                  |
| --------------------- | --------------------- | --------------------- |
| 345                   | ↘275                  | ↘130                  |